# Conicosia
Conicosia ist eine Pflanzengattung aus der Familie der Mittagsblumengewächse (Aizoaceae). Der botanischen Name der Gattung leitet sich vom griechischen Wort konikos für ‚konisch‘ ab und verweist auf die konisch geformten Früchte.

## Beschreibung
Die Arten der Gattung Conicosia wachsen als ausdauernde Pflanzen mit einem vorwiegend vegetativen Blattschopf in der Mitte und laubabwerfenden Seitenzweigen mit häufig wechselständigen Laubblättern, die den Blütenstand hervorbringen. Sie besitzen ausdauernde Pfahlwurzeln oder Knollen. Die zylindrischen oder dreieckigen Laubblätter sind bis zu 40 Zentimeter lang. Ihre Epidermis enthält keine Blasenzellen.
Die Blüten sind aufrecht und besitzen fünf Kelchblätter. Ihre in der unteren Hälfte bewimperten Kronblätter sind gelb. Die an ihrer Basis mehr oder weniger schüsselförmigen bis glockenförmigen, xerochastischen Spaltfrüchte besitzen kein Quellgewebe.

## Systematik und Verbreitung
Die Gattung Conicosia ist in Südafrika im Namaqualand, in der Provinz Nordkap sowie den westlichen Distrikten der Provinz Westkap verbreitet. Sie wächst hauptsächlich auf offenen, sandigen Plätzen in den Winterregengebieten.
Die Erstbeschreibung der Gattung durch Nicholas Edward Brown wurde 1925 veröffentlicht. Die Gattung Conicosia wird in zwei Untergattungen mit folgenden Arten und Unterarten gegliedert:
- Untergattung Herrea (Schwantes) Ihlenf. & Gerbaulet
  - Conicosia elongata (Haw.) N.E.Br.
- Untergattung Conicosia
  - Conicosia pugioniformis (L.) N.E.Br.
    - Conicosia pugioniformis subsp. pugioniformis
    - Conicosia pugioniformis subsp. alborosea (L.Bolus) Ihlenf. & Gerbaulet
    - Conicosia pugioniformis subsp. muirii (N.E.Br.) Ihlenf. & Gerbaulet

## Nachweise

## Weiterführende Literatur
- H. D. Ihlenfeldt, M. Gerbaulet: Untersuchungen zum Merkmalsbestand und zur Taxonomie der Gattungen Apatesia N.E.Br., Carpanthea N.E.Br., Conicosia N.E.Br., Herrea Schwantes und Hymenogyne Haw. (Mesembryanthemaceae Fenzl.). In:  Botanische Jahrbücher für Systematik. Band 111, Nummer 4, 1990, S. 457–498.